# Cassiano Beligatti
Cassiano Beligatti (Né à Macerata, alors possession des États pontificaux en 1708 - Décédé dans cette même ville en 1791) est un missionnaire italien capucin du XVIIIe siècle, explorateur, ethnographe et linguiste envoyé au Tibet et dans le Bengale.

## Vie
Entré en 1725 à 17 ans chez les Capucins il est en 1738 envoyé comme missionnaire, avec d'autres confrères, au Tibet, territoire confié par la Propaganda Fide aux capucins. Après un long voyage, passant par le Bengale et le Népal et traversant l'Himalaya, il arrive à Lhassa au début de 1741 et se lance alors avec l'accord des autorités dans une humble œuvre d'évangélisation. Dès l'année suivante, en 1742, il est néanmoins contraint de quitter le Tibet, sa présence (comme celle des autres missionnaires) étant devenue indésirable.
Il poursuivit alors son activité missionnaire d'abord au Népal (1742-45) puis au Bengale et au Bihar jusqu'en 1756, date à laquelle, pour cause de maladie, il est contraint de repartir pour l'Europe et rentre au couvent capucin de sa ville natale. Le séjour dans sa ville natale alterne avec des voyages à Rome où, à la demande du préfet de Propaganda Fide, il est appelé à instruire les jeunes missionnaires partant pour l'Inde. C'est à Macerata qu'il finit ses jours.

## Œuvres
Cassiano Beligatti est resté célèbre comme auteur. S'appuyant sur son expérience de missionnaire au Tibet et au Bengale, il publie à la fois sur l'histoire des peuples rencontrés, fait œuvre d'ethnographe en décrivant en détail les croyances, les usages et coutumes des autochtones. Il s'intéresse aussi à la langue tibétaine. A ce titre il est, à Macerata, le principal collaborateur d'Agostino Antonio Giorgi dans la rédaction de son Alphabetum Tibetanum. En 1773, il publie avec Giovanni Cristofano Amaduzzi sa propre grammaire de tibétain, l'Alphabetum tangutanum sive tibetanum.